# 総進軍優勝大会
総進軍優勝大会（そうしんぐんしゅうしょうたいかい）は、日本野球報国会が1944年に主催した、非公式の職業野球の大会。

## 解説
太平洋戦争における日本の戦局悪化を背景に、職業野球を取り巻く事情は厳しくなる一方であった。1944年の夏季リーグが終ると選手が相次いで召集され、秋季リーグは開催中止に追い込まれた。なお、選手を9人揃えられたのは阪神軍だけであった。
秋季リーグを中止する代わりに行なわれたのが総進軍優勝大会である。選手不足のため、1944年の夏季リーグの順位を基にした3つの連合チームで争われた。
大会終了後の11月13日に日本野球報国会は活動終了を宣言し、この大会が戦前に日本で開催された最後の職業野球となった。但し、西日本をホームとする阪神軍・産業軍・阪急軍・朝日軍は1945年の1月1日から5日まで、甲子園球場と阪急西宮球場を会場にしたオープン戦「正月野球大会」を自主的に開催しており、厳密な意味で「戦前最後の職業野球試合」となるのはこちらとなる。また、このオープン戦でも連合チームとなり、阪神・産業連合が「猛虎軍」、阪急・朝日連合が「隼軍」であった。

## 日程
- 1944年9月9日〜26日

## チーム
- 阪神軍（1位）・産業軍（6位で最下位）
- 阪急軍（2位）・近畿日本軍（5位）
- 東京巨人軍（3位）・朝日軍（4位）

※カッコ内は1944年夏季の順位

## 球場
- 後楽園球場
- 甲子園球場
- 阪急西宮球場